# 오다 노부치카 (1751년)
오다 노부치카(일본어: 織田信浮, 1751년 9월 28일 ~ 1818년 12월 16일)는 에도 시대의 다이묘이다. 다카하타번 초대 번주. 통칭은 야오야(八百八)이며, 관위는 종5위하, 에치젠노카미, 좌근위장감이다.

## 생애
노부치카는 단바 가이바라 번의 분가 하타모토 오다 노부요시의 다섯째 아들이다.
메이와 4년(1767년) 8월 21일 메이와 사건으로 인해 오바타 번주 오다 노부쿠니는 막부로부터 칩거 명령을 받았고, 노부쿠니의 임시 양자였던 동생 노부치카가 가문을 상속하는 것을 허락받았다. 대신 무쓰국 시노부 군, 데와국 오키타마 군, 무라야마 군 내의 2만 석 영지로의 전봉을 명령받았다. 이듬해 11월 15일에는 데와 국 오키타마 군 다카하타 촌에 진야를 세우는 허가를 얻었다. 메이와 7년(1770년) 11월 15일, 쇼군 도쿠가와 이에하루를 알현하였고, 메이와 8년 6월 25일, 번주로서 처음으로 영지로 돌아가는 것을 허가받았다. 안에이 원년(1772년) 12월 18일에 종5위하, 에치젠노카미에 서임되었다.
메이와 사건 이후, 노부치카 이후 오다 가문의 당주는 오비로마 좌석이라는 국주격 대우와 종4위하 시종으로의 관위 승진이라는 우대 조치를 받을 수 없게 되었다. 이에 노부치카는 가문 격식의 회복과 옛 영지로의 복귀를 희망하여, 번의 통치에는 그다지 신경을 쓰지 않았다. 간세이 12년(1800년) 12월 25일, 막부는 시노부 군과 무라야마 군 내의 영지 9920여 석을 거두는 대신, 무라야마 군의 다른 대체 영지를 주었다. 따라서 영지의 대부분이 무라야마 군에 집중되었다. 덴메이 대기근이 발생하고, 분카 7년(1810년)에 다카하타 진야가 소실되는 등 연이은 재난을 겪은 뒤, 분세이 원년(1818년) 11월 19일에 68세의 나이로 사망하였다. 아홉 번째 아들 노부카즈가 그 뒤를 이었다.
| 전임 오다 노부쿠니 | 제8대 오다씨 단조노조 분가 노부카쓰 계 노부요시 류 당주 1767년 ~ 1818년 | 후임 오다 노부카즈 |

|  | 제1대 다카하타번 번주 1767년 ~ 1818년 | 후임 오다 노부카즈 |